# Valerij Dudin
Valerij Arkad'evič Dudin (in russo Валерий Аркадьевич Дудин?; traslitterazione anglosassone Valery Arkadyevich Dudin; Kirov, 20 agosto 1963) è un ex slittinista sovietico.
Dopo la dissoluzione dell'Unione Sovietica (1991) ha acquisito la cittadinanza russa.

## Biografia
Gareggiò per la nazionale sovietica esclusivamente nella specialità del singolo; partecipò a due edizioni dei Giochi olimpici invernali: a Sarajevo 1984 conquistò la medaglia di bronzo ed a Calgary 1988 si classificò al diciassettesimo.
Prese parte altresì a due edizioni dei campionati mondiali ottenendo quale miglior risultato la sedicesima piazza ottenuta ad Igls 1987. Nelle rassegne continentali raggiunse il quinto posto ad Hammarstrand 1986 nel singolo e fu quarto nella prova a squadre ad Igls 1990.
Si ritirò dalle competizioni al termine della stagione 1990/91, prima di dover assistere alla scomparsa della nazionale sovietica a seguito delle proclamazioni di indipendenza delle varie repubbliche che formavano l'Unione, ed iniziò la carriera di allenatore nel suo club di Bratsk.

## Palmarès

### Olimpiadi
- 1 medaglia:
  - 1 bronzo (singolo a Sarajevo 1984).